# Коренчук, Феодосий Павлович
Феодо́сий Па́влович Коренчу́к (1917—1981) — полковник Советской Армии, участник советско-финской и Великой Отечественной войн, Герой Советского Союза (1940).

## Биография
Феодосий Коренчук родился 29 декабря 1916 (по новому стилю — 11 января 1917) года в селе Татариновка (ныне — село Ореховец в Сквирском районе Киевской области Украинской ССР). После окончания школы фабрично-заводского ученичества работал электромонтёром на кирпичном заводе в Москве. В октябре 1938 года Коренчук был призван на службу в пограничные войска НКВД СССР.
Участвовал в советско-финской войне, будучи заместителем политрука сапёрного взвода 4-го пограничного полка НКВД. 17 января 1940 года Коренчук вместе с другими десятью пограничниками, под командованием лейтенанта Д. И. Ракуса производил разведку местности недавно отбитой у противника. Внезапно отряд обнаружил окоп противника в котором находилась рота белофиннов. Было принято решение атаковать противника и уничтожить. Под прикрытием леса отряд подобрался к окопу и забросал противника гранатами. В след за этим Корнийчук с возгласом «За Родину, за Сталина, вперёд, за мной» возглавил атаку и первым ворвался в окоп где стал уничтожать белофиннов штыком. Следуя его примеру остальные бойцы так же набросились на врага. В результате боя вражеская рота обратилась в бегство оставив свыше 30 трупов, вооружение и боеприпасы.
Указом Президиума Верховного Совета СССР от 26 апреля 1940 года «за успешное выполнение боевых заданий Правительства по охране государственных границ и проявленные при этом отвагу и геройство» политрук Феодосий Коренчук был удостоен высокого звания Героя Советского Союза с вручением ордена Ленина и медали «Золотая Звезда».
В 1941 году Коренчук окончил Ново-Петергофское пограничное военно-политическое училище. С июля того же года — на фронтах Великой Отечественной войны. Воевал на Калининском и 2-м Украинском фронтах в должностях помощника начальника политотдела 41-й армии по комсомолу и заместителя командира стрелкового полка по политчасти.
После окончания войны продолжил службу в Советской Армии. В 1950 году Коренчук окончил Военно-политическую академию. С августа 1950 заместитель начальника политотдела, а с февраля 1956 начальник политотдела стрелковой дивизии. С мая 1957 начальник политотдела — заместитель по политчасти командира мотострелковой дивизии. С июля 1958 начальник политотдела — заместитель по политчасти начальника Петрозаводского военного училища. С декабря 1958 в ракетных частях — заместитель по политчасти начальника отдельной специальной команды 3-го УАП. С февраля 1960 старший инструктор по организационно-партийной работе партийного комитета Главного штаба и управлений Главнокомандующего РВСН. В июне 1967 назначен секретарем партийной комиссии при политуправлении Главного штаба и Управления Главнокомандующего Ракетными войсками. В мае 1974 года в звании полковника он был уволен в запас. Проживал и работал в городе Одинцово Московской области.
Скончался 6 июля 1981 года, похоронен на Лайковском кладбище Одинцово.

## Награды
- Герой Советского Союза (26 апреля 1940, медаль «Золотая Звезда», № 411)[4];
- орден Ленина (26 апреля 1940)[4];
- орден Отечественной войны 1-й степени (11 марта 1985?)[1];
- четыре ордена Красной Звезды (27 августа 1942[5], 9 апреля 1945[6], 30 апреля 1954[7], 22 февраля 1968[8])
- медаль «За боевые заслуги» (20 июня 1949)[9];
- медаль «За победу над Германией в Великой Отечественной войне 1941—1945 гг.» (13 января 1946)[10];
- медаль «За взятие Будапешта» (13 января 1946)[11];
- медаль «За взятие Вены» (1945)[12];
- медаль «За освобождение Праги» (13 января 1946)[13];